# Martin Kolář
Martin Kolár, född 18 september 1983 i Prag, är en tjeckisk fotbollsspelare. I Sverige är han mest känd för att spelat i Helsingborgs IF år 2007-2008.

## Klubbar
- Apollon Limassol
- AEP Paphos FC
- Helsingborgs IF
- AC Ajaccio
- KVC Westerlo
- Stoke City FC
- KVC Westerlo
- Anderlecht
- Bohemians Praha